# Talsperre Kortes
Die Talsperre Kortes (englisch Kortes Dam) ist eine Talsperre mit Wasserkraftwerk im Carbon County, Bundesstaat Wyoming, USA. Sie staut den North Platte River zu einem kleinen Stausee (englisch Kortes Reservoir) auf. Die Talsperre befindet sich ungefähr 3 km (2 miles) flussabwärts der Talsperre Seminoe.
Mit dem Bau der Talsperre wurde im Mai 1946 begonnen. Sie wurde im November 1951 fertiggestellt. Im Juni 1950 wurde erstmals Elektrizität erzeugt. Die Talsperre ist im Besitz des United States Bureau of Reclamation (USBR) und wird auch vom USBR betrieben.

## Absperrbauwerk
Das Absperrbauwerk ist eine Gewichtsstaumauer aus Beton mit einer Höhe von 74 m (244 ft) über der Gründungssohle. Die Länge der Mauerkrone beträgt 134 m (440 ft). Die Breite der Staumauer liegt bei 59 m (193 ft) an der Basis und 7,3 m (24 ft) an der Krone. Das Volumen des Bauwerks beträgt 112.390 m³ (147.000 cubic yards).

## Stausee
Beim normalen Stauziel von 1870 bis 1872 m (6138 bis 6142 ft) über dem Meeresspiegel erstreckt sich der Stausee über eine Fläche von rund 0,336 km² (83 acres) und fasst 5,88 Mio. m³ (4765 acre-feet) Wasser.

## Kraftwerk
Das Kraftwerk befindet sich am Fuß der Talsperre. Die installierte Leistung beträgt 36 MW. Die durchschnittliche Jahreserzeugung liegt bei 160 Mio. kWh. Die 3 Francis-Turbinen des Kraftwerks leisten jede maximal 12 MW. Die Fallhöhe beträgt 63 m (207 ft).
Aufgrund des kleinen Stausees wird das Kraftwerk Kortes in enger Abstimmung mit dem Kraftwerk Seminoe betrieben. Beide Kraftwerke werden dabei vom Casper Control Center in Casper betrieben.